# Đường tỉnh 751
Tỉnh lộ 751 là tỉnh lộ theo hướng Đông - Tây, từ Ngã tư Chơn Thành, Chơn Thành, Bình Phước đi qua Cầu Bà Và và tới Minh Thạnh, Dầu Tiếng, Bình Dương. Tỉnh lộ nối Quốc lộ 13, Quốc lộ 14 với Tỉnh lộ 749 và Tỉnh lộ 749B.
Tỉnh lộ đi qua hai phường Hưng Long, Minh Long của thị xã Chơn Thành và xã Minh Thạnh của huyện Dầu Tiếng.

## Thông số chung
- Chiều dài đường: 8.7 km
- Kết cấu mặt đường: mặt láng nhựa
- Chiều rộng: mặt - 6 m, nền - 9 m.
- Tình trạng đường: trung bình.[2]

## Vai trò
Tuyến kết nối Bình Phước với Tỉnh lộ 749B, Tỉnh lộ 749A và Tỉnh lộ 750 của Bình Dương tạo trục liên tỉnh đi ngang qua Bình Phước, Bình Dương và Tây Ninh. Tuyến dài 8,3 km, quy hoạch đạt cấp III, mặt rộng 6 m, nền 9 m, đất bảo trì mỗi bên 2m, hành lang bảo vệ đường mỗi bên 13 m, lộ giới 42 m. Dự kiến hoàn thành giai đoạn 2016-2020.